# 2012-es Formula–1 szingapúri nagydíj
A szingapúri nagydíj volt a 2012-es Formula–1 világbajnokság tizennegyedik versenye, amelyet 2012. szeptember 21. és szeptember 23. között rendeztek meg a Singapore Street Circuit-en, Szingapúrban.

## Szabadedzések

### Első szabadedzés
A szingapúri nagydíj első szabadedzését szeptember 21-én, pénteken tartották.
| helyezés | versenyző          | csapat/motor         | elért idő | különbség | futott kör |
| -------- | ------------------ | -------------------- | --------- | --------- | ---------- |
| 1        | Sebastian Vettel   | Red Bull-Renault     | 1:50,566  | −         | 24         |
| 2        | Lewis Hamilton     | McLaren-Mercedes     | 1:50,615  | +0,049    | 15         |
| 3        | Jenson Button      | McLaren-Mercedes     | 1:51,459  | +0,893    | 17         |
| 4        | Fernando Alonso    | Ferrari              | 1:51,525  | +0,959    | 20         |
| 5        | Pastor Maldonado   | Williams-Renault     | 1:51,576  | +1,010    | 20         |
| 6        | Mark Webber        | Red Bull-Renault     | 1:51,655  | +1,089    | 19         |
| 7        | Nico Hülkenberg    | Force India-Mercedes | 1:51,658  | +1,092    | 24         |
| 8        | Paul di Resta      | Force India-Mercedes | 1:51,943  | +1,377    | 21         |
| 9        | Daniel Ricciardo   | Toro Rosso-Ferrari   | 1:52,275  | +1,709    | 24         |
| 10       | Sergio Pérez       | Sauber-Ferrari       | 1:52,296  | +1,730    | 19         |
| 11       | Bruno Senna        | Williams-Renault     | 1:52,629  | +2,063    | 25         |
| 12       | Kimi Räikkönen     | Lotus-Renault        | 1:52,716  | +2,150    | 16         |
| 13       | Kobajasi Kamui     | Sauber-Ferrari       | 1:52,839  | +2,273    | 23         |
| 14       | Michael Schumacher | Mercedes             | 1:52,986  | +2,420    | 21         |
| 15       | Romain Grosjean    | Lotus-Renault        | 1:53,028  | +2,462    | 20         |
| 16       | Felipe Massa       | Ferrari              | 1:53,080  | +2,514    | 17         |
| 17       | Jean-Éric Vergne   | Toro Rosso-Ferrari   | 1:53,189  | +2,623    | 25         |
| 18       | Nico Rosberg       | Mercedes             | 1:53,227  | +2,661    | 26         |
| 19       | Timo Glock         | Marussia-Cosworth    | 1:54,908  | +4,342    | 20         |
| 20       | Heikki Kovalainen  | Caterham-Renault     | 1:55,091  | +4,525    | 16         |
| 21       | Charles Pic        | Marussia-Cosworth    | 1:55,335  | +4,769    | 22         |
| 22       | Vitalij Petrov     | Caterham-Renault     | 1:55,760  | +5,194    | 22         |
| 23       | Pedro de la Rosa   | HRT-Cosworth         | 1:56,656  | +6,090    | 21         |
| 24       | Ma Qing Hua        | HRT-Cosworth         | 1:58,053  | +7,487    | 20         |

### Második szabadedzés
A szingapúri nagydíj második szabadedzését szeptember 21-én, pénteken tartották.
| helyezés | versenyző          | csapat/motor         | elért idő | különbség | futott kör |
| -------- | ------------------ | -------------------- | --------- | --------- | ---------- |
| 1        | Sebastian Vettel   | Red Bull-Renault     | 1:48,340  | −         | 27         |
| 2        | Jenson Button      | McLaren-Mercedes     | 1:48,651  | +0,311    | 24         |
| 3        | Fernando Alonso    | Ferrari              | 1:48,896  | +0,556    | 26         |
| 4        | Mark Webber        | Red Bull-Renault     | 1:48,964  | +0,624    | 26         |
| 5        | Lewis Hamilton     | McLaren-Mercedes     | 1:49,086  | +0,746    | 28         |
| 6        | Paul di Resta      | Force India-Mercedes | 1:49,300  | +0,960    | 30         |
| 7        | Nico Hülkenberg    | Force India-Mercedes | 1:49,339  | +0,999    | 32         |
| 8        | Nico Rosberg       | Mercedes             | 1:49,790  | +1,450    | 32         |
| 9        | Felipe Massa       | Ferrari              | 1:50,039  | +1,699    | 28         |
| 10       | Romain Grosjean    | Lotus-Renault        | 1:50,161  | +1,821    | 24         |
| 11       | Michael Schumacher | Mercedes             | 1:50,263  | +1,923    | 23         |
| 12       | Kimi Räikkönen     | Lotus-Renault        | 1:50,345  | +2,005    | 24         |
| 13       | Pastor Maldonado   | Williams-Renault     | 1:50,636  | +2,296    | 32         |
| 14       | Daniel Ricciardo   | Toro Rosso-Ferrari   | 1:50,791  | +2,451    | 26         |
| 15       | Sergio Pérez       | Sauber-Ferrari       | 1:51,122  | +2,782    | 28         |
| 16       | Kobajasi Kamui     | Sauber-Ferrari       | 1:51,450  | +3,110    | 21         |
| 17       | Bruno Senna        | Williams-Renault     | 1:51,452  | +3,112    | 11         |
| 18       | Jean-Éric Vergne   | Toro Rosso-Ferrari   | 1:52,009  | +3,669    | 31         |
| 19       | Timo Glock         | Marussia-Cosworth    | 1:52,218  | +3,878    | 29         |
| 20       | Heikki Kovalainen  | Caterham-Renault     | 1:52,576  | +4,236    | 27         |
| 21       | Charles Pic        | Marussia-Cosworth    | 1:52,863  | +4,523    | 27         |
| 22       | Vitalij Petrov     | Caterham-Renault     | 1:52,936  | +4,596    | 26         |
| 23       | Pedro de la Rosa   | HRT-Cosworth         | 1:54,448  | +6,108    | 26         |
| 24       | Narain Karthikeyan | HRT-Cosworth         | 1:54,514  | +6,174    | 30         |

### Harmadik szabadedzés
A szingapúri nagydíj harmadik szabadedzését szeptember 22-én szombaton tartották.
| helyezés | versenyző          | csapat/motor         | elért idő | különbség | futott kör |
| -------- | ------------------ | -------------------- | --------- | --------- | ---------- |
| 1        | Sebastian Vettel   | Red Bull-Renault     | 1:47,947  | −         | 15         |
| 2        | Lewis Hamilton     | McLaren-Mercedes     | 1:48,272  | +0,325    | 15         |
| 3        | Fernando Alonso    | Ferrari              | 1:48,623  | +0,676    | 11         |
| 4        | Nico Hülkenberg    | Force India-Mercedes | 1:48,859  | +0,912    | 16         |
| 5        | Kimi Räikkönen     | Lotus-Renault        | 1:48,865  | +0,918    | 17         |
| 6        | Felipe Massa       | Ferrari              | 1:49,458  | +1,511    | 13         |
| 7        | Paul di Resta      | Force India-Mercedes | 1:49,684  | +1,737    | 15         |
| 8        | Nico Rosberg       | Mercedes             | 1:49,699  | +1,752    | 16         |
| 9        | Bruno Senna        | Williams-Renault     | 1:49,715  | +1,768    | 14         |
| 10       | Michael Schumacher | Mercedes             | 1:49,981  | +2,034    | 14         |
| 11       | Mark Webber        | Red Bull-Renault     | 1:50,110  | +2,163    | 12         |
| 12       | Jenson Button      | McLaren-Mercedes     | 1:50,524  | +2,577    | 10         |
| 13       | Daniel Ricciardo   | Toro Rosso-Ferrari   | 1:50,664  | +2,717    | 16         |
| 14       | Kobajasi Kamui     | Sauber-Ferrari       | 1:50,777  | +2,830    | 15         |
| 15       | Romain Grosjean    | Lotus-Renault        | 1:50,840  | +2,893    | 15         |
| 16       | Pastor Maldonado   | Williams-Renault     | 1:51,012  | +3,065    | 15         |
| 17       | Jean-Éric Vergne   | Toro Rosso-Ferrari   | 1:51,059  | +3,112    | 17         |
| 18       | Sergio Pérez       | Sauber-Ferrari       | 1:21,272  | +3,325    | 10         |
| 19       | Charles Pic        | Marussia-Cosworth    | 1:52,290  | +4,343    | 16         |
| 20       | Vitalij Petrov     | Caterham-Renault     | 1:53,781  | +5,834    | 12         |
| 21       | Heikki Kovalainen  | Caterham-Renault     | 1:54,326  | +6,379    | 14         |
| 22       | Narain Karthikeyan | HRT-Cosworth         | 1:54,421  | +6,474    | 14         |
| 23       | Timo Glock         | Marussia-Cosworth    | 1:54,630  | +6,683    | 9          |
| 24       | Pedro de la Rosa   | HRT-Cosworth         | 1:54,875  | +6,928    | 14         |

## Időmérő edzés
A szingapúri nagydíj időmérő edzését szeptember 22-én, szombaton futották.
| helyezés              | rajtszám | versenyző          | csapat/motor         | 1. rész  | 2. rész  | 3. rész  | rajthely |
| --------------------- | -------- | ------------------ | -------------------- | -------- | -------- | -------- | -------- |
| 1                     | 4        | Lewis Hamilton     | McLaren-Mercedes     | 1:48,285 | 1:46,665 | 1:46,362 | 1        |
| 2                     | 18       | Pastor Maldonado   | Williams-Renault     | 1:49,494 | 1:47,602 | 1:46,804 | 2        |
| 3                     | 1        | Sebastian Vettel   | Red Bull-Renault     | 1:48,240 | 1:46,791 | 1:46,905 | 3        |
| 4                     | 3        | Jenson Button      | McLaren-Mercedes     | 1:49,381 | 1:47,661 | 1:46,939 | 4        |
| 5                     | 5        | Fernando Alonso    | Ferrari              | 1:49,391 | 1:47,567 | 1:47,216 | 5        |
| 6                     | 11       | Paul di Resta      | Force India-Mercedes | 1:48,028 | 1:47,667 | 1:47,241 | 6        |
| 7                     | 2        | Mark Webber        | Red Bull-Renault     | 1:48,717 | 1:47,513 | 1:47,475 | 7        |
| 8                     | 10       | Romain Grosjean    | Lotus-Renault        | 1:47,688 | 1:47,529 | 1:47,788 | 8        |
| 9                     | 7        | Michael Schumacher | Mercedes             | 1:49,546 | 1:47,823 |          | 9        |
| 10                    | 8        | Nico Rosberg       | Mercedes             | 1:49,463 | 1:47,943 |          | 10       |
| 11                    | 12       | Nico Hülkenberg    | Force India-Mercedes | 1:49,547 | 1:47,975 |          | 11       |
| 12                    | 9        | Kimi Räikkönen     | Lotus-Renault        | 1:48,169 | 1:48,261 |          | 12       |
| 13                    | 6        | Felipe Massa       | Ferrari              | 1:49,767 | 1:48,344 |          | 13       |
| 14                    | 15       | Sergio Pérez       | Sauber-Ferrari       | 1:49,055 | 1:48,505 |          | 14       |
| 15                    | 16       | Daniel Ricciardo   | Toro Rosso-Ferrari   | 1:49,023 | 1:48,774 |          | 15       |
| 16                    | 17       | Jean-Éric Vergne   | Toro Rosso-Ferrari   | 1:49,564 | 1:48,849 |          | 16       |
| 17                    | 19       | Bruno Senna        | Williams-Renault     | 1:49,809 |          |          | 17       |
| 18                    | 14       | Kobajasi Kamui     | Sauber-Ferrari       | 1:49,933 |          |          | 18       |
| 19                    | 21       | Vitalij Petrov     | Caterham-Renault     | 1:50,846 |          |          | 19       |
| 20                    | 20       | Heikki Kovalainen  | Caterham-Renault     | 1:51,137 |          |          | 20       |
| 21                    | 24       | Timo Glock         | Marussia-Cosworth    | 1:51,370 |          |          | 21       |
| 22                    | 25       | Charles Pic        | Marussia-Cosworth    | 1:51,762 |          |          | 22       |
| 23                    | 23       | Narain Karthikeyan | HRT-Cosworth         | 1:52,372 |          |          | 23       |
| 24                    | 22       | Pedro de la Rosa   | HRT-Cosworth         | 1:53,355 |          |          | 24       |
| 107%-os idő: 1:55,226 |          |                    |                      |          |          |          |          |
| Forrás:               |          |                    |                      |          |          |          |          |

## Futam
A szingapúri nagydíj futama szeptember 23-án, vasárnap rajtolt.
| helyezés | rajtszám | versenyző          | csapat/motor         | futott kör | idő/kiesés oka | rajthely | pont |
| -------- | -------- | ------------------ | -------------------- | ---------- | -------------- | -------- | ---- |
| 1        | 1        | Sebastian Vettel   | Red Bull-Renault     | 59         | 2:00:26,144    | 3        | 25   |
| 2        | 3        | Jenson Button      | McLaren-Mercedes     | 59         | +8,959         | 4        | 18   |
| 3        | 5        | Fernando Alonso    | Ferrari              | 59         | +15,227        | 5        | 15   |
| 4        | 11       | Paul di Resta      | Force India-Mercedes | 59         | +19,063        | 6        | 12   |
| 5        | 8        | Nico Rosberg       | Mercedes             | 59         | +34,784        | 10       | 10   |
| 6        | 9        | Kimi Räikkönen     | Lotus-Renault        | 59         | +35,759        | 12       | 8    |
| 7        | 10       | Romain Grosjean    | Lotus-Renault        | 59         | +36,698        | 8        | 6    |
| 8        | 6        | Felipe Massa       | Ferrari              | 59         | +42,829        | 13       | 4    |
| 9        | 16       | Daniel Ricciardo   | Toro Rosso-Ferrari   | 59         | +45,820        | 15       | 2    |
| 10       | 15       | Sergio Pérez       | Sauber-Ferrari       | 59         | +50,619        | 14       | 1    |
| 11       | 2        | Mark Webber        | Red Bull-Renault     | 59         | +1:07,1751     | 7        |      |
| 12       | 24       | Timo Glock         | Marussia-Cosworth    | 59         | +1:31,918      | 20       |      |
| 13       | 14       | Kobajasi Kamui     | Sauber-Ferrari       | 59         | +1:37,141      | 17       |      |
| 14       | 12       | Nico Hülkenberg    | Force India-Mercedes | 59         | +1:39,413      | 11       |      |
| 15       | 20       | Heikki Kovalainen  | Caterham-Renault     | 59         | +1:47,467      | 19       |      |
| 16       | 25       | Charles Pic        | Marussia-Cosworth    | 59         | +2:12,9252     | 21       |      |
| 17       | 22       | Pedro de la Rosa   | HRT-Cosworth         | 58         | +1 kör         | 24       |      |
| 18       | 19       | Bruno Senna        | Williams-Renault     | 57         | motorhiba      | 22       |      |
| 19       | 21       | Vitalij Petrov     | Caterham-Renault     | 57         | +2 kör         | 19       |      |
| ki       | 17       | Jean-Éric Vergne   | Toro Rosso-Ferrari   | 38         | baleset        | 16       |      |
| ki       | 7        | Michael Schumacher | Mercedes             | 38         | baleset        | 9        |      |
| ki       | 18       | Pastor Maldonado   | Williams-Renault     | 36         | hidraulika     | 2        |      |
| ki       | 23       | Narain Karthikeyan | HRT-Cosworth         | 30         | baleset        | 23       |      |
| ki       | 4        | Lewis Hamilton     | McLaren-Mercedes     | 22         | váltóhiba      | 1        |      |
| Forrás:  |          |                    |                      |            |                |          |      |

Megjegyzés:
- ↑ 1:  — Mark Webber 20 másodperces időbüntetést kapott, mert szabálytalanul előzte meg Kamui Kobayashit.[3]
- ↑ 2:  — Charles Pic 20 másodperces időbüntetést kapott, mert piros zászlós periódus alatt előzött az utolsó szabadedzésen.[4]

## A világbajnokság élmezőnyének állása a verseny után
| H   | Versenyzők       | Pont | H   | Konstruktőrök        | Pont |
| --- | ---------------- | ---- | --- | -------------------- | ---- |
| 1.  | Fernando Alonso  | 194  | 1.  | Red Bull-Renault     | 297  |
| 2.  | Sebastian Vettel | 165  | 2.  | McLaren-Mercedes     | 261  |
| 3.  | Kimi Räikkönen   | 149  | 3.  | Ferrari              | 245  |
| 4.  | Lewis Hamilton   | 142  | 4.  | Lotus-Renault        | 225  |
| 5.  | Mark Webber      | 132  | 5.  | Mercedes             | 136  |
| 6.  | Jenson Button    | 119  | 6.  | Sauber-Ferrari       | 101  |
| 7.  | Nico Rosberg     | 93   | 7.  | Force India-Mercedes | 75   |
| 8.  | Romain Grosjean  | 82   | 8.  | Williams-Renault     | 54   |
| 9.  | Sergio Pérez     | 66   | 9.  | STR-Ferrari          | 14   |
| 10. | Felipe Massa     | 51   | 10. | Marussia-Cosworth    | 0    |

(A teljes táblázat)